# ثلم عضلة تحت ترقوية
ثلم العضلة تحت الترقوية (بالإنجليزية: Subclavian groove)‏ أو الانطباع المعيني للترقوة (بالإنجليزية: rhomboid impression of clavicle)‏ هو سطح عريض خشن يقع على الجانب الإنسي من الترقوة طوله أكثر من 2 سم، ويرتكز عليه الرباط الضلعي الترقوي.
الجزء المتبقي من هذا السطح يوجد به ثلم ترتكز فيه العضلة تحت الترقوية. على حافة هذا الثلم ترتكز اللفافة الترقوية الصدرية ، التي تنشطر لتحتوى هذه العضلة تحت الترقوية.
ولا يُعتبر الأمر نادراً أن ينقسم هذا الثلم طولياً (عند بعض الأشخاص) بخطّ يرتكز فيه حاجز بين العضلات تحت الترقوية (بالإنجليزية:  intermuscular septum)‏.

## وصلات خارجية
- تعريف ثلم العضلة تحت الترقوية في drugs.com